# Anniviers
Anniviers ist eine Munizipalgemeinde im Bezirk Siders des Schweizer Kantons Wallis.
Sie wurde auf den 1. Januar 2009 durch die Fusion aller sechs Munizipalgemeinden des Val d’Anniviers – Ayer, Chandolin, Grimentz, Saint-Jean, Saint-Luc und Vissoie – gegründet. Sie ist eine der flächenmässig grössten Gemeinden der Schweiz. Sitz der Gemeindeverwaltung ist in Vissoie.

## Bevölkerung
| Jahr      | 2010 | 2011 | 2012 | 2013 | 2014 | 2015 | 2016 | 2018 |
| Einwohner | 2617 | 2611 | 2622 | 2644 | 2705 | 2715 | 2719 | 2732 |

## Galerie

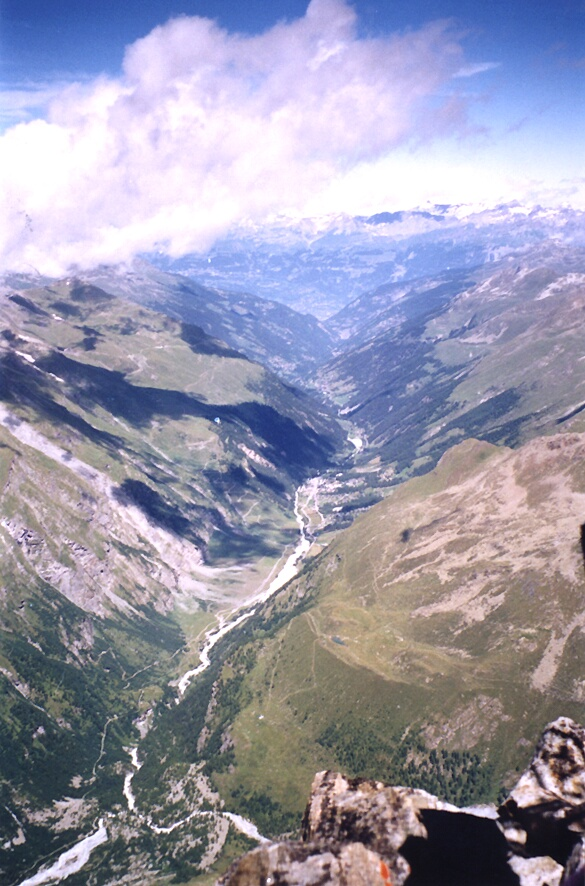
Blick in das Val d’Anniviers nach Norden
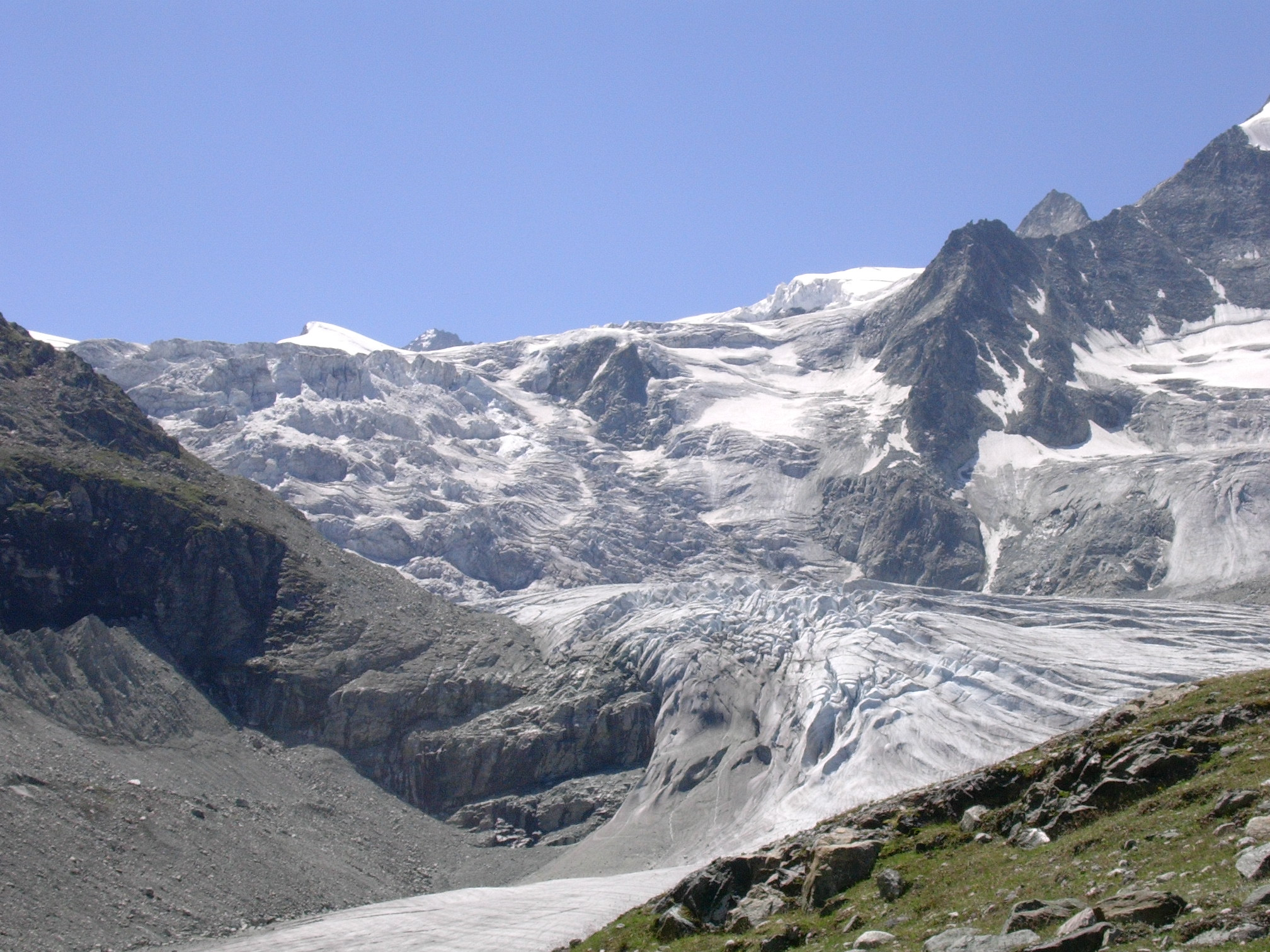
Moirygletscher